# CWS T-1
CWS T-1 — первый серийный автомобиль Польши. Точнее, Т-1 стало названием целой линии автомобилей на основе общего шасси, разработанного Тадеушем Танским по заказу компании Centralne Warsztaty Samochodowe (CWS).

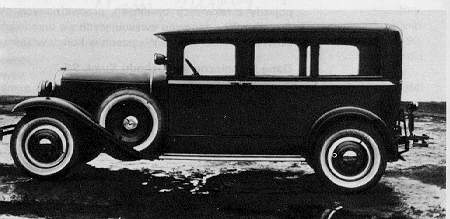
CWS T-1 Kareta

Автомобиль мог быть полностью разобран и собран вновь с помощью всего одного инструмента, поскольку все винты были одного диаметра.
Несмотря на то, что автомобиль был разработан ещё в 1922 году, первые прототипы были построены в 1925.
Серийно выпускалась с 1925 по 1932 год, всего выпущено около 500 T-1 разных версий.
Версии автомобиля включали следующие модели:
- Torpedo (с открытым верхом)
- Kareta (с жёстким верхом)
- Berlina (седан)
- кабриолет
- пикап
- фургон

В 1930 году CWS был поглощён польским индустриальным гигантом госконцерном PZInż, однако производство автомобилей продолжилось с сохранением предыдущего названия.
Однако в 1932 году завод купил лицензию на сборку Polski Fiat, и по требованию главы итальянского концерна продажи автомобилей CWS (в том числе CWS-1) были прекращены.